# Glaciar Noir
O Glaciar Noir (Glaciar Negro) encontra-se nos Altos-Alpes, no Maciço dos Écrins. Tem 5,5 km de comprimento e 5.95 km2 de superfície.
O Glaciar Preto fica junto do Glaciar Branco e no século XIX  formavam um único com dois braços, encontra-se no vale glaciar do parque nacional dos Écrins, nasce a 2102 m de altitude.